# 伍德維爾 (密蘇里州)
伍德維爾（英語：Woodville）是位於美國密蘇里州梅肯縣的非建制地區。

## 歷史
伍德維爾的郵局於1837年設立，其後於1907年停運。

## 地理
伍德維爾所處的海拔為高於海平面248米（即814英呎），而該地所採用的時區為UTC-6，即北美中部時區（CST）。同時該地設有夏令時間，為UTC-6調快一小時，即UTC-5（CDT）。